# Gilgames
Gilgames Uruk ötödik királya, Lugalbanda fia, aki i. e. 2650 körül uralkodott. Neve megtalálható a sumer királylistán is, de életét elsősorban a Gilgames-eposzból ismerjük, amelynek ő a főszereplője. A róla szóló Gilgames-eposz újabb változatai kétharmadrészt isteni, egyharmadrészt emberi lénynek írja le, mondván, hogy édesanyja, Ninszun istennő volt (akit Rimat Ninszunnak is hívnak). Ezzel Gilgames az egyik első emberfeletti ember (hérosz, mint Héraklész) az irodalomban, akinek a neve fennmaradt.

## A név
A sumer név: Bílga-mesz (𒉋𒂵𒈩 GIBIL.ga-mes = bil2-ga-mes), azaz „Öreg ifjú”. Ezt a nevet az akkádok a GIŠgibil-ga-meš3 jelekkel írták le (𒁹𒉋𒂵𒈩). Ezek ugyanazok az ékjelek, csak egy determinatívumot (GIŠ) illesztettek hozzá, és akkádul olvasták ki. Az akkád nyelvben a bil2 olvasata gibil (= megéget) volt – a GIŠ.BIL2 szintén –, a ga és a mes szótagokat pedig ga (= hozni, vinni) és mèš (= hős) formában olvasták. E szóösszetételnek az akkádban már nem sok értelme volt, ezért gibil helyett az egyszerűbb gil ejtést olvasták ki (a két szónak ugyanaz a jele). Ebből ered az asszír névalak gil-ga-mèš írása és Gilgamés ejtése. Az óbabiloni korban legtöbbször csak a GIŠ (𒁹) jellel írták le, így az eredeti sumer kiejtés, illetve a GIŠ determinatívumi értelmezése valószínűleg feledésbe merült.
A GIŠ-t a hettiták a fák, fából készült tárgyak értelmező jeleként alkalmazták, ezért ők – néha dingir determinatívummal ellátva – a név részeként olvasták, így lett a hettita Gilgames-eposzban akkád olvasatban (m)DGIŠ.BIL2-MAŠ, amelyet a hettiták pílmaš formában ejtettek, azaz a sumer változathoz közel.

## A történeti Gilgames
A Gilgames név első előfordulása egy i. e. 26. századi áldozati jegyzékben van. A következő évszázadokban különféle gazdasági-könyvelési okmányokban szerepel a neki bemutatott áldozatok tétele is. Emiatt Gilgamest nem tartották történeti személynek, hanem a sumer panteon részének. Ezt erősítette a Gilgames-eposz különböző változatainak megismerése is. A Gilgames-eposz legkorábbi, sumer változatai azonban még egészen más jellegűek, mint az egy-két évezreddel későbbiek. Valószínűsíthető, hogy a korai jegyzékekben szereplő áldozatok az elhunyt uralkodónak járó halotti áldozatok, tehát Gilgames egy valóban létező sumer király is lehetett, ez esetben Urukban. Isteni jellegeit csupán a halálát követő évszázadokban összeállított legendák erősítették fel. Ezt az is megerősíti, hogy Gilgames csupán az alvilágban vált istenné, tehát ez is a halott uralkodó emlékéhez kötődő tény.
A Gilgames és Agga eposz leírja Kis királyával, Aggával való összeütközését. Az eposz történeti eredete nagyon valószínű, mivel egyetlen isten sem szerepel benne. Agga a sumer királylista szerint Mebarageszi fia volt, akiről – Enmebarageszi néven (az „en” titulus is lehet) – rendelkezünk régészeti bizonyítékkal. Ez is erősíti Gilgames történeti személy voltát, másrészt arra mutat, hogy az I. kisi dinasztia és az I. uruki dinasztia nem egymást követően, hanem részben egy időben uralkodott.
Agga kutak építésére szólította fel Gilgamest. Az öregek engedelmeskedésre, a fiatalok harcra buzdították. Azt jelentheti mindez, hogy Agga ekkor Kis királyaként egy nagyobb terület, talán egész Sumer feletti főhatalmat gyakorolta, de jelentheti azt is, hogy Agga segítséget nyújtott a szomszéd településnek egy szárazabb periódusban. Gilgames szerint Uruk öntözőrendszere már készen volt, megtagadta az engedelmességet, mire Agga ostromolni kezdte Urukot. Gilgames egy kitöréssel legyőzte őt. Gilgames az eposz szerint megkímélte Agga életét, aki korábban megmentette az övét. Gilgames talán az Uruk feletti hatalmát is Aggának köszönhette. Úgy tűnik, valójában ekkor került a „királyság”, azaz a Sumer feletti főhatalom Kisből Urukba. A „Kis királya” cím azonban még később is fontos szimbolikus erővel, az egész Sumer feletti főhatalom igényével társult.
Gilgames utódja fia, Ur-Nungal (Urlugal) volt, aki a Tummal-felirat szerint újjáépítette Tummalt, Ninlil istennő szentélykörzetét Nippurban. A Tummal-felirat elmeséli Nippur építéstörténetét, amiből levonható a következtetés, hogy nemcsak Aka és Gilgames, hanem Meszannepadda, az I. uri dinasztia első királya is kortársuk volt. Agga vereségével talán megindult a harc a városi dinasztiák között a főhatalomért, és ezért rombolták le és építették újjá annyiszor a szimbolikus jelentőségű nippuri szentélyeket ebben a korban.